# René Béclu

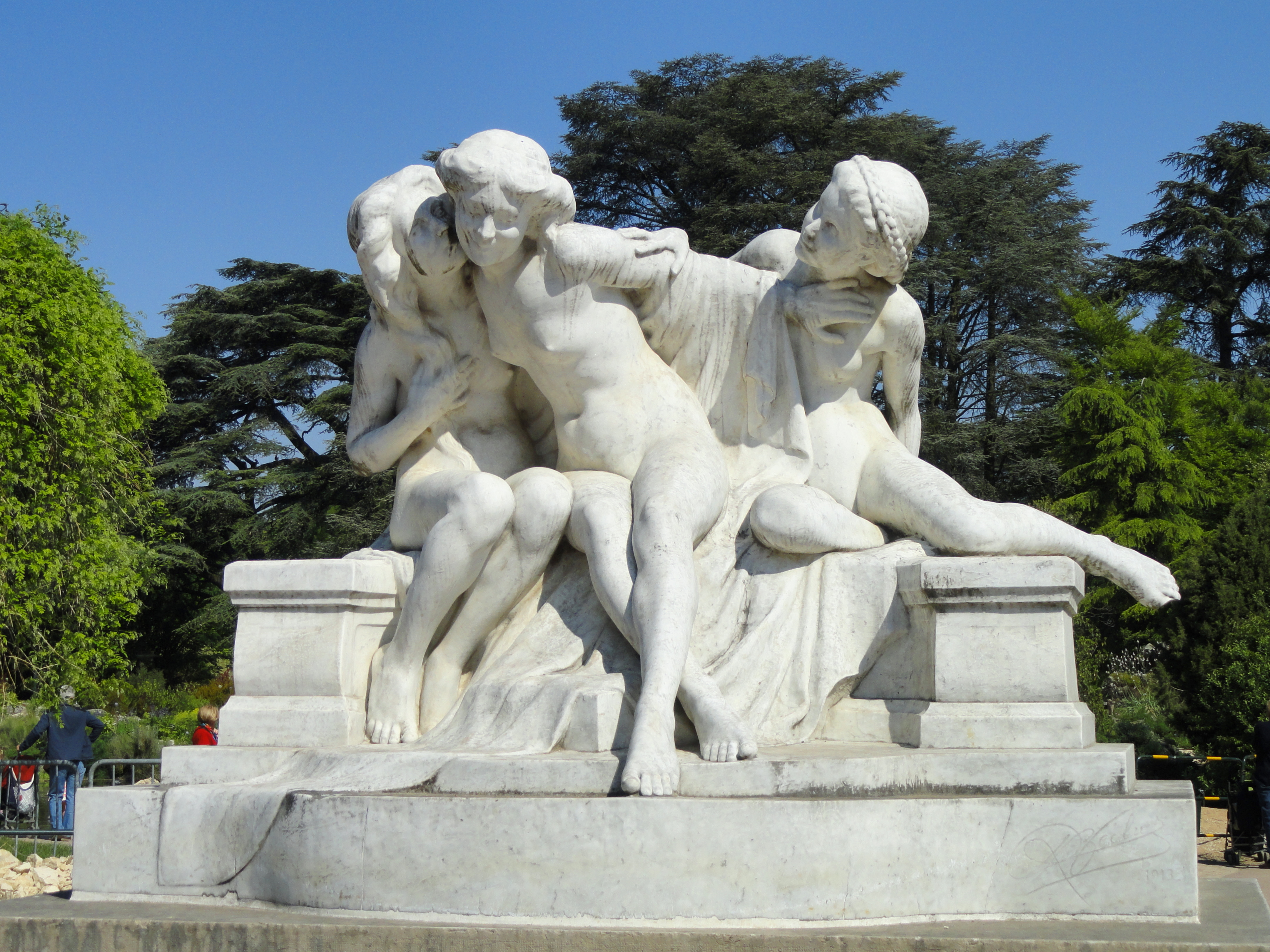
Le Secret (1913), Lyon, parc de la Tête d'or.

René Hippolyte Béclu, né le 3 février 1881 dans le 3e arrondissement de Paris et Mort pour la France le 17 janvier 1915 à Riaville, est un sculpteur français.

## Biographie
Élève d'Antonin Mercié et d'Hector Lemaire, René Béclu expose à la Société nationale des beaux-arts et obtient en 1908 une médaille de 3e classe au Salon des artistes français. Il est resté célèbre pour le groupe en marbre Le Secret (1913) qui orne le parc de la Tête d'or à Lyon. Un exemplaire de son Masque de Victor Hugo (vers 1900) en grès émaillé édité par Émile Muller, influencé par la technique d'émaillage de Jean Carriès, est conservé à Paris au musée d'Orsay.
Alors qu'il allait être promu lieutenant, il est tué au combat lors de la Première Guerre mondiale à Riaville dans le département de la Meuse, le 17 janvier 1915. Le décès a été transcrit dans le 15e arrondissement de Paris.